# Höfen (Oberhöfen)
Höfen, offiziell Höfen (Oberhöfen), ist ein Dorf in der Gemeinde Ettringen im bayerischen Landkreis Unterallgäu.

## Geographie
Das Dorf Höfen liegt in Oberschwaben etwa sieben Kilometer nördlich des Hauptortes Ettringen auf der Gemarkung Traunried.
Der Weiler Oberhöfen ist kein amtlich benannter Ort und wird dem Gemeindeteil Höfen (Oberhöfen) zugerechnet. Oberhöfen liegt etwa 800 Meter südlich von Höfen.

## Geschichte
Höfen wird urkundlich erstmals am 14. September 1313 erwähnt, in einer Schenkung von Johann dem Fronhofer an das Dominikanerinnenkloster St. Margaret in Augsburg für die Aufnahme seiner Schwester Agnes in den Konvent. Der Einzelhof hieß damals noch „Velbach“ und ging schon bald zeitweise an das Kloster Steingaden, dessen Probst den Hof 1336 an Rüdiger den Schnitzer und seine zwei Söhne verleibdingt, unter der Bedingung, die Klosteruntertanen im benachbarten Siebnach unbekränkt zu lassen. Der Oberhöfener Hof ist 1569 als „St. Margaretenhof“ genannt.
1461 sind Mittel- und Unterhöfen als Augsburger Besitz des Heilig-Geist-Spitals belegt, als Hofbesitzer werden im Salbuch Conrat Sibenaich und Ulrich Sibenaich, also aus Siebnach stammende Bauern, genannt. 1830 gab es in Ober- und Unterhöfen jeweils nur einen Hof und in Mittelhöfen einen halben Bauernhof.
Das Augsburger Spital verkaufte Mittel- und Unterhöfen im Jahr 1692 für 3500 Gulden mit der Niedergerichtsbarkeit an die städtische St.-Martin-Stiftung in Augsburg, die als Nachfolgerin des Margaretenklosters bereits im Besitz von Oberhöfen war. Die Orte waren nach dem Dreißigjährigen Krieg zunächst verlassen, ehe die Landwirtschaft wieder aufgenommen wurde. 1818 gehörte Höfen mit 3 Anwesen und 25 Bewohnern zum Besitz der Augsburger St.-Martin-Stiftung, gemeindlich gehörten die Weiler zur Gemeinde Traunried.
Einen Aufschwung erfuhr Unterhöfen um das Jahr 1880, als Xaver Altstetter dort eine Mühle an der Scharlach erbaute, die noch heute erhalten ist. Auf dem großen Anwesen ist heute ein Schweinemastbetrieb, der seit 1990 selbst schlachtet und seit 1992 mit „Altstetters Hofladen“ dort eigene Fleisch- und Wurstprodukte verkauft.
In Oberhöfen gab es bis 1902 nur einen Hof, der hauptsächlich Schafhaltung betrieb und eine Käsküche hatte, in der die Bauern aus den benachbarten Höfen und Aletshofen die Milch verarbeiten ließen. 1902 wurde nebenan ein weiteres Anwesen errichtet, das 1923 und 1940 durch Blitzschlag abbrannte.
Die Verbindungsstraße Höfen-Siebnach wurde im Lauf der 1960er Jahre erstmals geteert.